# 28644 Michaelzhang
28644 Michaelzhang este un asteroid din centura principală de asteroizi.

## Descriere
28644 Michaelzhang este un asteroid din centura principală de asteroizi. A fost descoperit pe 29 martie 2000 la Socorro, New Mexico, în cadrul proiectului LINEAR. Asteroidul prezintă o orbită caracterizată de o semiaxă mare de 2,23 ua, o excentricitate de 0,13 și o înclinație de 5,4° în raport cu ecliptica.